# هلن بودی
هلن بودی (انگلیسی: Helen Buday؛ زادهٔ ۱۹۶۲) یک هنرپیشه و خواننده اهل استرالیا است.
از فیلم‌ها یا برنامه‌های تلویزیونی که وی در آن نقش داشته است می‌توان به مکس دیوانه: فراتر از طوفان و پروژه الکساندرا اشاره کرد.